# Les Bonnes Femmes
Pour plus de détails, voir Fiche technique et Distribution.
Les Bonnes Femmes est un film franco-italien réalisé par Claude Chabrol, sorti en 1960.

## Synopsis
Quatre vendeuses s’ennuient dans le petit magasin d’électro-ménager de Monsieur Belin (Pierre Bertin). Le travail terminé, elles cherchent l’évasion : 
- Ginette (Stéphane Audran) chante en cachette dans un music-hall ;
- Rita (Lucile Saint-Simon) essaye d’épouser un petit bourgeois ennuyeux ;
- Jane (Bernadette Lafont), quand elle ne flirte pas avec son soldat, traîne et se laisse draguer par de vieux lourdauds ;
- Jacqueline (Clotilde Joano), elle, rêve au grand amour. Et, depuis les quelques jours où elle a remarqué ce motard à moustache qui la suit, elle pense avoir trouvé son prince charmant...

## Fiche technique
- Titre : Les Bonnes Femmes
- Titre italien : Donne facili
- Réalisation : Claude Chabrol
- Assistant réalisateur : Charles Bitsch
- Scénario : Claude Chabrol d’après une histoire de Paul Gégauff
- Dialogues : Paul Gégauff
- Décors : Jean Lavie, Jacques Mély
- Photographie : Henri Decaë
- Cadreur : Jean Rabier
- Son : Jean-Claude Marchetti
- Musique : Pierre Jansen et Paul Misraki
- Montage : Gisèle Chézeau et Jacques Gaillard
- Maquillage : Louis Bonnemaison
- Coiffures : Billie Bonnard
- Photographe de plateau : André Dino
- Script-girl : Jacqueline Parey
- Régisseur : Jean Lavie
- Production : Robert et Raymond Hakim
- Directeur de production : Ralph Baum
- Sociétés de production :  Paris-Film-Production,  Panitalia
- Société de distribution : Pathé Consortium Cinéma
- Pays de production :  France,  Italie
- Tournage : du 6 novembre au 26 décembre 1959
- Format : Noir et blanc - 35 mm - 1,66:1 - Mono
- Genre : Comédie dramatique
- Durée : 92 minutes (2.853 mètres)
- Date de sortie :
  - France : 22 avril 1960
- Film interdit aux moins de 18 ans lors de sa sortie en France

## Distribution
- Bernadette Lafont : Jane
- Clotilde Joano : Jacqueline
- Stéphane Audran : Ginette
- Lucile Saint-Simon : Rita
- Sacha Briquet : Henri, le fiancé de Rita
- Mario David : Ernest Lapierre, le motocycliste
- Pierre Bertin : Monsieur Belin, le patron du magasin
- Ave Ninchi : Madame Louise, la caissière
- Jean-Louis Maury : Marcel, le jeune play-boy
- Albert Dinan : Albert, le vieux play-boy
- Claude Berri : André, le jeune soldat
- Serge Bento : "Nounours", le livreur
- Gabriel Gobin (crédité Gabriel Gobain) : le père d'Henri
- France Asselin : la mère d'Henri
- Jean-Marie Arnoux : le maître de cérémonie
- Dolly Bell : Dolly Bell, la strip-teaseuse
- Dominique Zardi : Charly Boston, le chef d'orchestre
- Philippe Castelli : le régisseur du music-hall
- Rossana Rossanigo[1] : Polly Cartoon, qui partage la loge avec Ginette
- Jean Barclay Dupuy de Latour[1] (crédité Jean Barclay) : le client poète
- Charles Bayard (non crédité) : le client qui achète une pile
- Louison Roblin (non créditée) : Sylvie, la secrétaire de Marcel
- Henri Attal (non crédité) : l'ami qui appelle un taxi en sortant du dancing, puis qui se baigne à la piscine
- Claude Chabrol (non crédité) : un baigneur à la piscine
- Liliane David (non créditée) : une fille à la piscine
- Charles Bitsch (non crédité) : le soldat en cellule avec André
- Karen Blanguernon (non créditée) : la fille au bal (fin du film)
- Charles Belmont (non crédité)
- Jenny Doria (non créditée)
- Simone Landry (non créditée)
- László Szabó (non crédité)

## Critiques
« D’une excellente réalisation technique, ce film cerne avec une lenteur volontaire et pénétrante la psychologie de ces quatre jeunes filles, le néant de leur existence quotidienne, la vanité de leurs distractions, l’échec de leur recherche de l’amour. Suite de tableaux divers très alertement brossés, criants de vérité. L’aventure de la plus attachante, la plus esseulée de ces héroïnes n’est pas sans rappeler le drame final de Cabiria. Il y a d’ailleurs, à travers tout le film un rappel des thèmes chers à Fellini : fêtes nocturnes, scènes de cabaret, music-hall, mais la note d’espérance, toujours exprimée par le réalisateur italien, est ici absolument absente. »

## Tournage

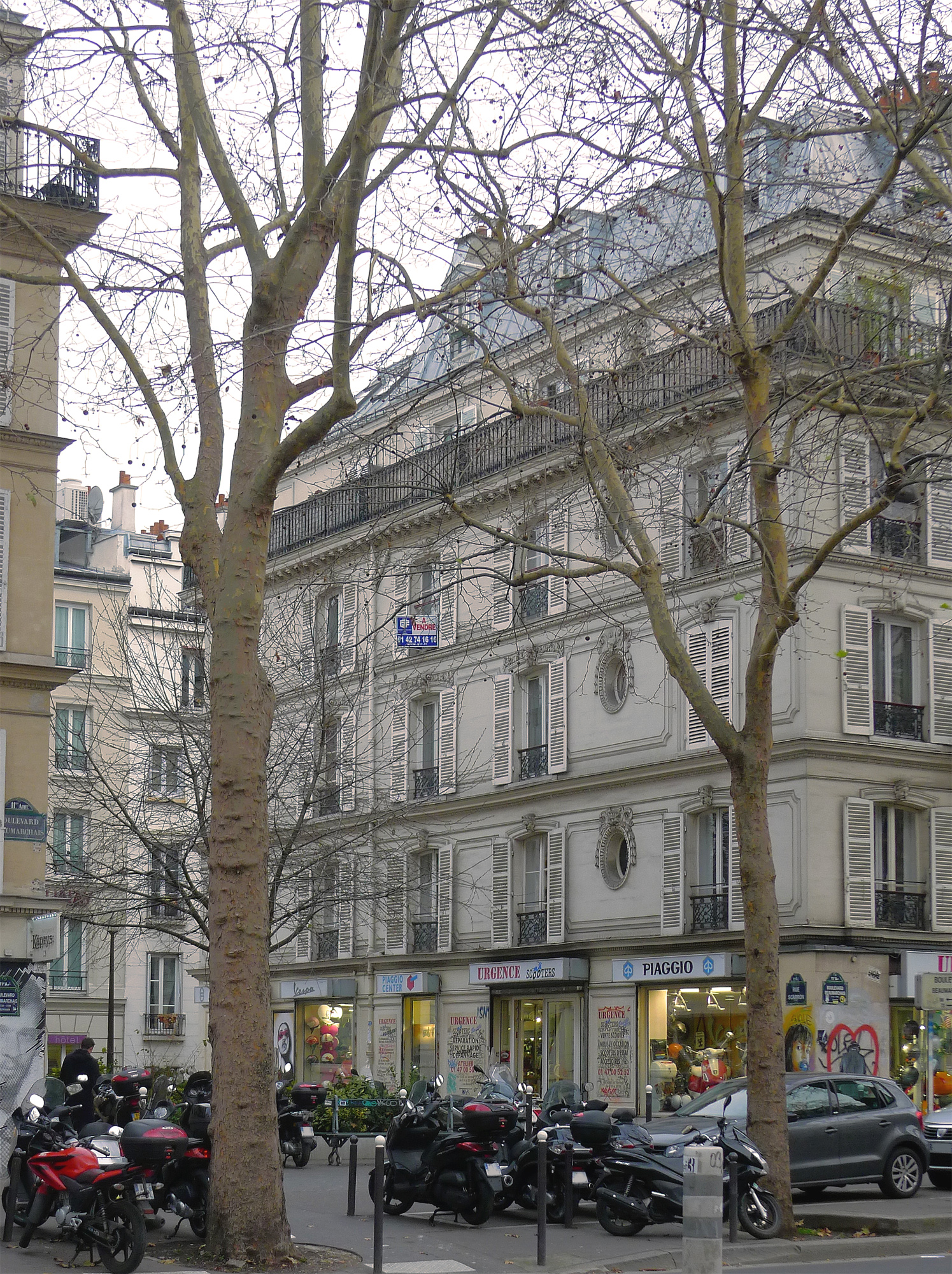
Aspect du magasin en 2012, au coin du boulevard Beaumarchais et de la rue Scarron où l’on remarque l’enseigne des scooters Piaggio.

Les héroïnes du film travaillent dans un magasin d’appareils électroménagers situé au 72, boulevard Beaumarchais (11e arrondissement de Paris), la « maison Belin anciennement Vainqueur ». L’immeuble est situé à l’angle d’un espace qui a reçu le nom de rue Scarron en 1979, espace qui comporte un escalier descendant vers la rue Amelot. Le magasin existe toujours en 2022 mais on y vend maintenant des scooters.
Elles déjeunent non loin de là dans un restaurant situé au 4, boulevard Beaumarchais, à l’emplacement actuel du cinéma MK2 Bastille.
Après avoir déjeuné la troupe visite la Ménagerie du Jardin des plantes (5e arrondissement de Paris) où le kagou a moins de succès que le tigre.
Ginette (Stéphane Audran) chante en cachette de ses collègues au Concert Pacra, music-hall situé au 10, boulevard Beaumarchais (sur le même trottoir que le magasin). Ce music-hall a disparu et l’immeuble a été détruit en 1972 pour y construire des habitations.

## Autour du film
- Promu à grand renfort d'affichages et de publicités laissant croire à une comédie insouciante et légère, le film souleva un violent tollé d'indignation parmi les spectateurs, choqués par sa liberté de ton et son humour noir (perçus comme du cynisme) et dont le réalisateur Claude Chabrol aimait à prétendre qu'ils étaient parfois allés jusqu'à « casser des fauteuils dans certaines salles »[6]
- En cours de tournage, Stéphane Audran se déclara envieuse de la poitrine particulièrement opulente de Bernadette Lafont qui se découvrait dans le même temps enceinte de sa première fille Élisabeth née de son union avec le sculpteur-réalisateur Diourka Medveczky[7].